# Episodi di Les Mystères de l'amour (terza stagione)
La terza stagione della serie televisiva Les Mystères de l'amour è andata in onda in Francia dal 26 maggio 2012 al 10 febbraio 2013 sul canale Telemontecarlo.
In Italia è inedita.
| nº | Titolo originale        | Titolo italiano | Prima TV Francia | Prima TV Italia |
| -- | ----------------------- | --------------- | ---------------- | --------------- |
| 1  | L'esprit de famille     |                 | 26 maggio 2012   |                 |
| 2  | Erreurs de jeunesse     |                 | 26 maggio 2012   |                 |
| 3  | Mise au point           |                 | 2 giugno 2012    |                 |
| 4  | Séparation              |                 | 9 giugno 2012    |                 |
| 5  | Le fiancé australien    |                 | 16 giugno 2012   |                 |
| 6  | Amours en fuites        |                 | 23 giugno 2012   |                 |
| 7  | Dramatiques surprises   |                 | 30 giugno 2012   |                 |
| 8  | Retour agité            |                 | 7 luglio 2012    |                 |
| 9  | Entre deux feux         |                 | 7 luglio 2012    |                 |
| 10 | Mensonges ou trahisons? |                 | 13 ottobre 2012  |                 |
| 11 | Méprises                |                 | 20 ottobre 2012  |                 |
| 12 | Une histoire d'amour    |                 | 21 ottobre 2012  |                 |
| 13 | L'horrible doute        |                 | 28 ottobre 2012  |                 |
| 14 | Inquiétante romance     |                 | 4 novembre 2012  |                 |
| 15 | Fou d'amour             |                 | 11 novembre 2012 |                 |
| 16 | Séductions              |                 | 18 novembre 2012 |                 |
| 17 | Retournements           |                 | 25 novembre 2012 |                 |
| 18 | Décision difficile      |                 | 2 dicembre 2012  |                 |
| 19 | Tensions extrêmes       |                 | 9 dicembre 2012  |                 |
| 20 | La paria                |                 | 16 dicembre 2012 |                 |
| 21 | Solidarité              |                 | 6 gennaio 2013   |                 |
| 22 | Échanges                |                 | 13 gennaio 2013  |                 |
| 23 | Le tout pour le tout    |                 | 20 gennaio 2013  |                 |
| 24 | Nouveau départ          |                 | 27 gennaio 2013  |                 |
| 25 | Préparatifs             |                 | 3 febbraio 2013  |                 |
| 26 | Mariage                 |                 | 10 febbraio 2013 |                 |